# 聖露西村 (亞利桑那州)
聖露西村（英語：San Lucy Village）是位於美國亞利桑那州馬里科帕縣的一個非建制地區。該地的面積和人口皆未知。

## 地理
聖露西村的座標為33°57′50″N 112°43′05″W / 33.96389°N 112.71806°W，而該地的平均海拔高度為214米（即702英尺）。